# 劉永清 (光緒進士)
劉永清，甘肅省秦州直隸州秦安縣人，清朝政治人物、同進士出身。
光緒十二年（1886年），参加光緒丙戌科殿試，登進士三甲129名。同年五月，著交吏部掣签，分发各省以知县即用。宣統二年，擔任桂林府知府。